# Erigeron humilis
Erigeron humilis là một loài thực vật có hoa trong họ Cúc. Loài này được Graham mô tả khoa học đầu tiên năm 1828.